# Мирошниченко, Сергей Валентинович
Сергей Валентинович Мирошниче́нко (род. 24 июня 1955, Челябинск, РСФСР, СССР) — советский и российский кинорежиссёр-документалист и сценарист, педагог. Заслуженный деятель искусств России (1993). Лауреат двух Государственных премий Российской Федерации (2012) и РСФСР имени братьев Васильевых (1989). Член Совета при президенте РФ по культуре и искусству, секретарь Союза кинематографистов России по документальному кино. Профессор Всероссийского государственного института кинематографии, академик Национальной академии кинематографических искусств и наук России, член Академии российского телевидения «ТЭФИ», академик Российской академии кинематографических искусств «Ника».

## Биография
Родился в Челябинске 24 июня 1955 года.
Окончил Институт кинематографии по специальности режиссёра документального кино и ТВ-фильмов (мастерская профессора Кочеткова А. С.). С 1984 по 1993 год работал на Свердловской киностудии (Екатеринбург). С 1993 — на студии «ТриТэ» Никиты Михалкова. С 1998 года руководит мастерской документального кино во ВГИКе. С 1999 года является художественным руководителем студии «Остров».
С 2006 года — куратор программы документальных фильмов «Свободная мысль» в рамках Московского международного кинофестиваля, в 2010—2015 годах — руководитель ток-шоу «Смотрим… Обсуждаем…» («Культура») на данную тематику.
Женат. Есть две дочери: Мария Миро (Финкельштейн) (род. 1985) и Ангелина Голикова (род. 1986). Обе в разное время окончили режиссёрский факультет ВГИКа, также занимаются телевизионной документалистикой, в том числе сотрудничая с отцом.

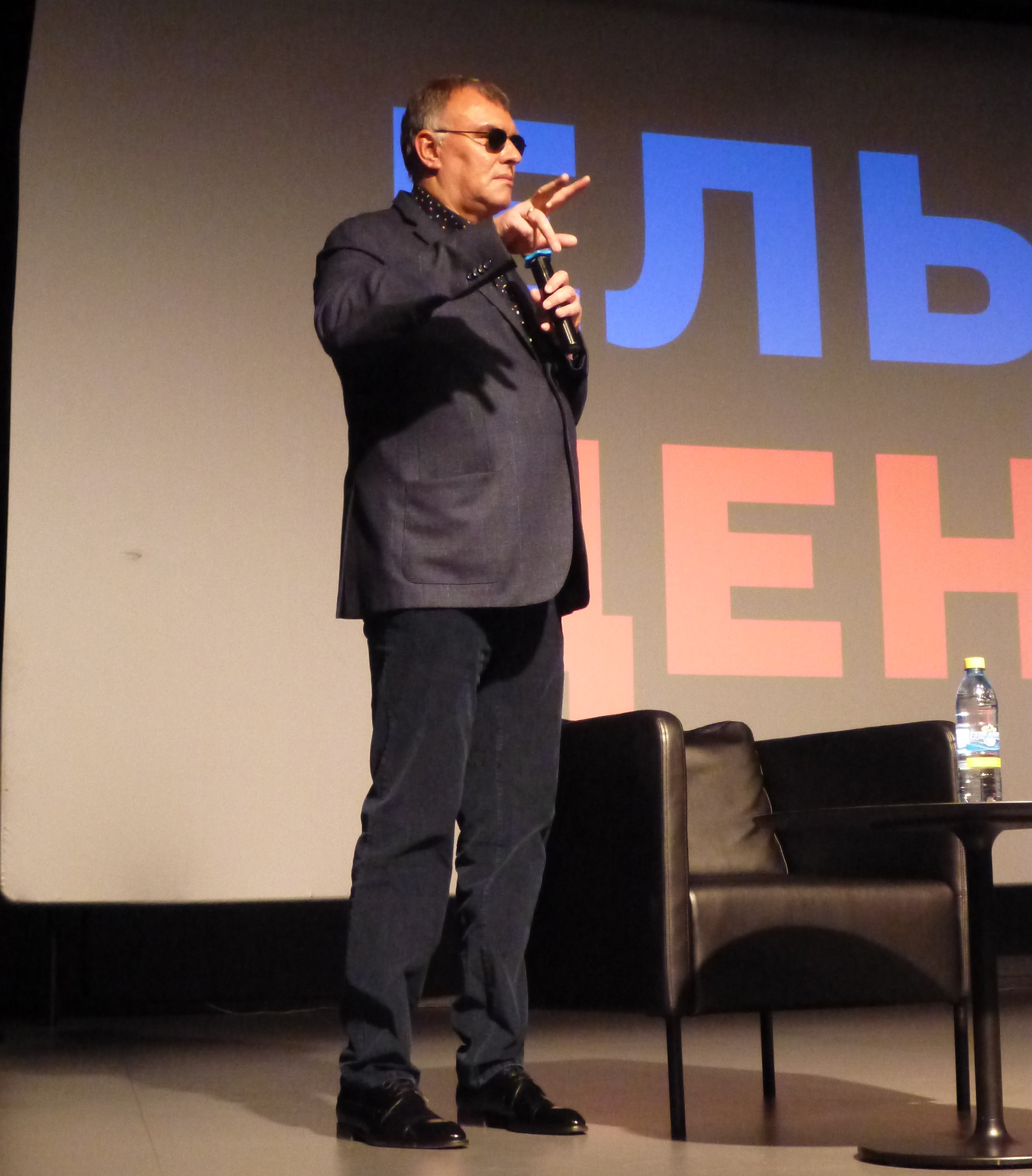
Сергей Мирошниченко представляет документальный фильм студии «Остров» (режиссер А. Голикова) «Кресты», Ельцин-центр, 16 декабря 2020 года

## Проект «Рождённые в СССР»
В 1989 году телекомпанией «Останкино» совместно с британской телекомпанией Granada Television был запущен проект «7 лет спустя — советская версия», задуманный классиком английской документалистики Майклом Эптедом. Сутью проекта являлось наблюдение за развитием детей через равные промежутки времени. От СССР к работе был привлечён Сергей Мирошниченко, который отобрал двадцать семилетних детей из разных уголков СССР и разного социального статуса. Через каждые семь лет Мирошниченко снимает новый фильм с теми же героями, прослеживая, таким образом, их взросление и параллельно фиксируя изменения в окружающей среде.
Сергей Мирошниченко о проекте «Рождённые в СССР» в интервью Русской службе BBC:

У каждого фильма есть своя концепция. В первой серии нам удалось через детей показать состояние родителей — самое удивительное, что становилось понятно, что родители этих детей уже понимали, что происходит. Что идея СССР умерла. У меня там был такой грузинский мальчик, который в 7 лет говорил: «Не люблю я всех этих президентов, этих лениных, депутатов…» Ясно было, что уже начинались национальные противоречия, и нам удалось показать те трещинки, которые возникали внутри страны. И через детей мы показали, что вместе со страной, к сожалению, умирало и братство народов. Наш второй фильм о том, что у ребёнка в 14 лет, несмотря на политические или экономические потрясения, происходящие вокруг, этот возраст — время первой любви. И время потери родителей как постоянной непререкаемой константы. У каждого человека в 14 лет начинается отрыв от семьи, и практически у каждого бывает первая любовь. Почему именно этот фильм оказался таким успешным? Почему мы получили «Эмми»? Да потому что люди смотрели, что да — раскол, ужас, стрельба, убийства — но в обычном человеке всё равно живёт стремление к любви. А третий фильм я делал о выборе пути. В 21 год человек задумывается о том, кем ему быть. И мы показываем, как молодые люди смотрят в будущее, и что они хотели бы сделать в жизни. И, конечно, я сделал пацифистское кино! Я не люблю войну, и я сделал картину о том, что жизнь человека — самая большая ценность.

## Общественная позиция
11 марта 2014 года подписал обращение деятелей культуры Российской Федерации в поддержку политики президента РФ В. В. Путина на Украине и в Крыму. В январе 2018 года он стал одним из двадцати двух деятелей культуры, подписавших обращение к министру культуры Владимиру Мединскому с просьбой отозвать прокатное удостоверение у фильма «Смерть Сталина».

## Награды

### Награды и звания
- Орден Почёта (26 августа 2020 года) — за большой вклад в развитие отечественной культуры и искусства, многолетнюю плодотворную деятельность[9].
- Заслуженный деятель искусств Российской Федерации (18 марта 1993 года) — за заслуги в области киноискусства[10].

### Фестивали и премии
- За фильм «Госпожа Тундра» (1986):
  - 1987 — МКФ к/м фильмов в Оберхаузене. Гран-при в разделе неигрового кино.
- За фильм «А прошлое кажется сном…» (1988):
  - 1988 — Премия «Ника». За лучший неигровой фильм.
  - 1989 — Государственная премия РСФСР имени братьев Васильевых.
- За фильм «Частушка. XX век» (1988):
  - 1990 — ВКФ документальных фильмов в Волгодонске. Главный приз.
- За фильм «Таинство брака» (1992):
  - 1993 — ОКФ неигрового кино «Россия» в Екатеринбурге. Главный приз, Приз критики «За поэтическое исследование мира человеческих отношений».
- За фильм «Убийство императора. Версии» (1995):
  - 1995 — Премия «Ника». За лучший неигровой фильм.
  - 1995 — МКФ славянских и православных народов «Золотой Витязь». Приз «Золотой Витязь» за лучший документальный фильм.
- За фильм «Четырнадцатилетние. Рожденные в СССР» (1998):
  - 1998 — Приз Британской Королевской академии. За лучший документальный фильм года.
  - 1998 — Премия им. Дж. Грирсона. Вторая премия за лучший документальный фильм года.
  - 1999 — Премия «Эмми» Американской академии телевидения. За лучший документальный фильм года.
  - 1999 — МКФ фильмов о правах человека «Сталкер» в Москве. Гран-при «Сталкер», Приз Гильдии кинорежиссёров, Приз Гильдии киноведов и кинокритиков.
  - 1999 — МКФ славянских и православных народов «Золотой Витязь». Приз имени А. Сидельникова за лучшую режиссуру.
- За фильм «Георгий Жженов. Русский крест»:
  - 2003 — Премия «ТЭФИ». За лучший телевизионный документальный фильм/сериал.
  - 2005 — Премия «Лавр». За лучший документальный сериал, цикл документальных телепрограмм.
- За фильм «Рожденные в СССР: 21 год» (2006):
  - 2007 — Премия «Ника». За лучший неигровой фильм.
  - 2007 — ОКФ неигрового кино «Россия» в Екатеринбурге. Специальный приз и приз зрительских симпатий.
  - 2007 — МФ фильмов о правах человека «Сталкер» в Москве. Приз за лучший неигровой фильм.
  - 2008 — МКФ славянских и православных народов «Золотой Витязь». Приз Парламентского собрания союза Белоруссии и России.
- За фильм «Река жизни» (2010):
  - 2012 — Премия «ТЭФИ». За лучший телевизионный документальный фильм/сериал.
- 2013 — Государственная премия Российской Федерации в области литературы и искусства за 2012 год — за вклад в развитие отечественного документального кино[11]

## Фильмография
1. 1980 — Точильщик
2. 1981 — Остров
3. 1984 — Вот и вся жизнь (совместно с Б. Кустовым)
4. 1985 — Варварин ключ
5. 1986 — Госпожа Тундра
6. 1988 — А прошлое кажется сном…
7. 1988 — Частушка. XX век
8. 1990 — Рождённые в СССР: 7 лет
9. 1992 — Таинство брака
10. 1993 — Анна: от 6 до 18 (режиссёр Н. Михалков, сценарий Н. Михалкова при участии С. Мирошниченко)
11. 1995 — Минута молчания
12. 1995 — Убийство императора. Версии
13. 1995 — Реквием Великой Победы (совместно с Н. Михалковым)
14. 1996 — Время великих обманов
15. 1998 — Николай ІІ. Круг жизни
16. 1998 — Рождённые в СССР: 14 лет
17. 2000 — Неизвестный Путин. Мир и война
18. 2001 — Естественный отбор
19. 2001 — Московский ангел
20. 2001 — Звезда и поэт
21. 2001 — Александр Солженицын. Жизнь не по лжи
22. 2002 — Юнона и Авось. Аллилуйя любви
23. 2002 — Александр Солженицын. На последнем плёсе
24. 2004 — Георгий Жжёнов. Русский крест
25. 2004 — Земное и Небесное
26. 2005 — Юз, джаз, Ирка и пёс
27. 2007 — Рождённые в СССР: 21 год
28. 2008 — Слово (фильм памяти Александра Солженицына)
29. 2008 — Ближний
30. 2008 — Пётр и Феврония. История вечной любви
31. 2009 — Валерий Гергиев. Сумерки богов
32. 2009 — Гоголь. Прощальная повесть
33. 2010 — Илья Глазунов. За стойкость при поражении
34. 2010 — П. М. Третьяков. История великой коллекции
35. 2010 — Встреча
36. 2010 — Юрий Маслюков. Остановить на краю пропасти
37. 2010 — Река жизни
38. 2011 — Пограничный эффект
39. 2011 — «Союз» над тропиками
40. 2012 — Рождённые в СССР: 28 лет
41. 2012 — А ну-ка, бабушки! От Бураново до Баку
42. 2013 — Всё, что мы делаем
43. 2013 — FORD. Новые легенды
44. 2014 — Философия мягкого пути
45. 2015 — Кольца мира
46. 2015 — Дух в движении
47. 2016 — Конкурс
48. 2017 — Дно (телевизионный «художественно-исторический фильм-расследование»[12], посвящённый событиям Февральской революции и отречению Николая II)
49. 2017 — Последний вальс
50. 2018 — Владимир Маканин. Цена личного голоса
51. 2018 — Империя балета
52. 2018 — Александр Солженицын. Раскаяние
53. 2018 — Быть в игре
54. 2019 — Артерия Сибири
55. 2019 — Отец Байкал
56. 2019 — Бой
57. 2019 — Василий Шукшин. Я пришёл дать вам волю…
58. 2020 — Жизнь — это кайф
59. 2020 — Кресты
60. 2021 — Слово на ладони
61. 2025 — Рождённые в СССР: 35 лет (в производстве)